# Hydrangea davidii
Espèce
Hydrangea davidii est une espèce de plantes à fleurs de la famille des Hydrangeaceae. C’est un arbuste originaire de Chine.
Cet hortensia à fleurs bleues et feuilles étroitement elliptiques a été trouvé par le père David en 1869.

## Étymologie et histoire de la nomenclature
Le nom de genre Hydrangea créé par Carl von Linné vient du latin hydro (du grec ὕδωρ, (hydor) « eau » et du grec ἄγγος (angos) « vase ») soit « vase d'eau » d'après la forme caractéristique des capsules en forme de coupe.

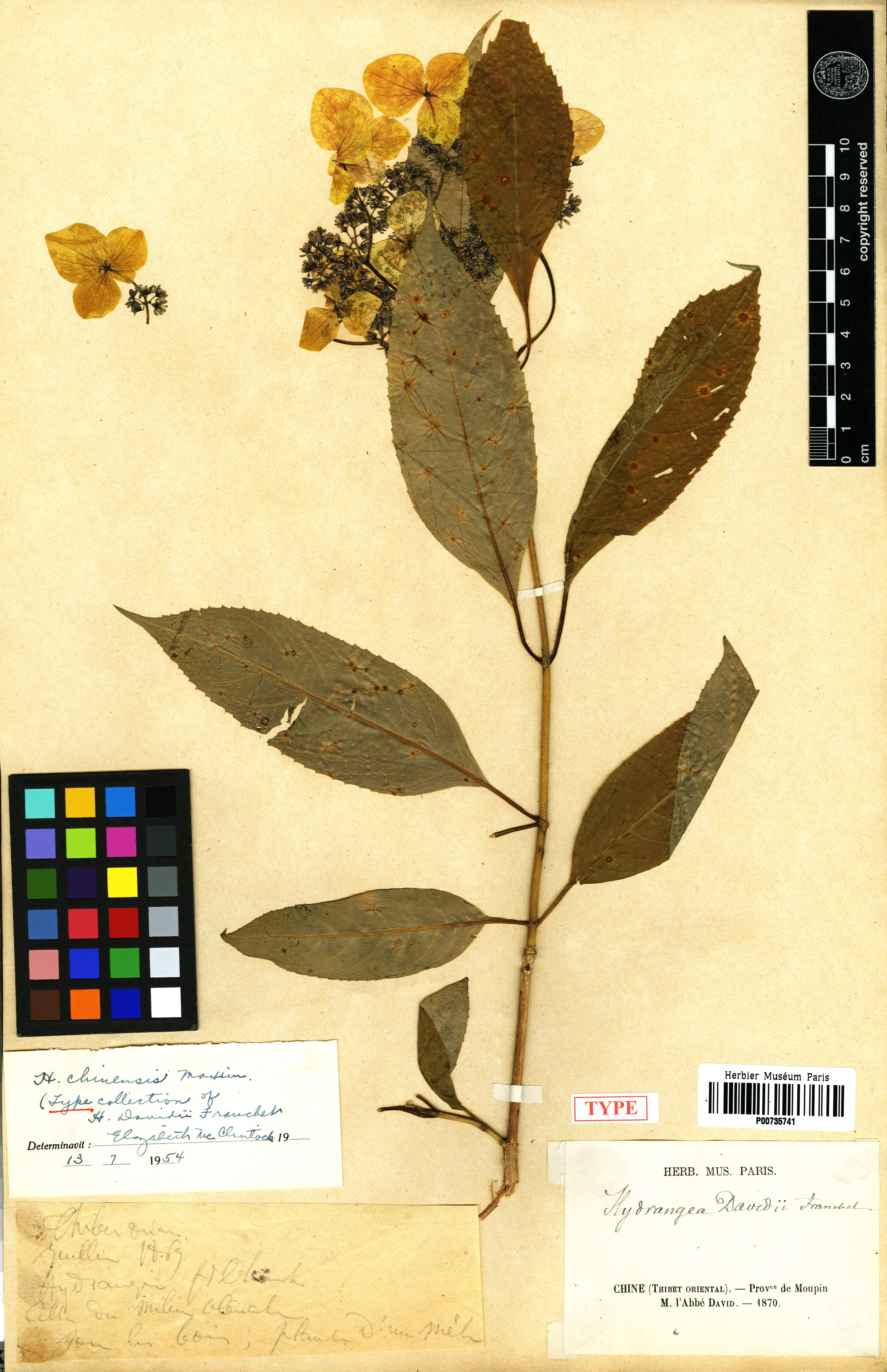
Hydrangea davidii, feuille d'herbier du père David juillet 1869.

L’épithète spécifique davidii donnée par le botaniste Franchet en hommage au père Armand David qui lui envoya de Chine des centaines de spécimens de plantes et d’animaux.
Le père David, installé durant une partie de l’année 1869, à Moupin au Tibet oriental (à l’ouest de Chengdu), récolta un pied d’Hydrangea de plus d’un mètre de haut dans un bois (voir les numérisations du spécimen du Muséum ci-contre).
Son correspondant à Paris, le botaniste Adrien Franchet, en fit la description en 1887 dans Plantae Davidianae ex sinarum imperio, avec 401 autres espèces de plantes, presque toutes récoltées à Moupine (actuellement Baoxing) durant son séjour dans cette région montagneuse habitée par une ethnie tibéto-birmane Gyarong.
Son nom chinois vernaculaire est 西南 绣球 xinan xiuqiu « hortensia du Sud-Ouest ».

## Synonymes
- Hydrangea arbostiana H. Lév.[4]
- Hydrangea davidii var. arbostiana (H.Lév.) H.Lév.[4]
- Hydrangea yunnanensis Rehder[4]

## Description
Hydrangea davidii est un arbuste de 1 à 3 m de haut, avec rameaux de la première année brun à brun rouge foncé, pubescents densément jaunâtres lorsqu'ils sont jeunes, glabrescents.
Les feuilles portées par un pétiole de 1–1,5 cm, pubescent, comporte un limbe oblong à étroitement elliptique, de 7-15 × 2–4,5 cm, papyracé, marge grossièrement dentelée à dentelée.
L’inflorescence est une cyme corymbiforme, terminale, de 7–10 cm de diamètre, à 3 branches, la centrale la plus longue, portant des fleurs stériles à la périphérie, les fleurs fertiles au centre. Les fleurs stériles de taille inégales, comportent 3 ou 4 sépales largement ovales ou orbiculaires, blancs ou rosés. Les fleurs fertiles, beaucoup plus petites, possèdent des pétales bleu foncé, étroitement elliptiques à obovales, 2,5-4 × 1 mm, 8-10 étamines, 3 ou 4 styles.
Le fruit est une capsule.
La floraison a lieu d’avril à juin.

## Distribution et habitat
L’hortensia du père David est une espèce endémique de Chine, croissant dans les provinces du SC Guizhou, SC Sichuan, Yunnan.
Il croît dans les forêts mixtes sur les pentes des montagnes ou dans les vallées; à 1 400–2 400 m d’altitude.

## Horticulture
Il peut être cultivé dans un sol de préférence un limoneux-sablonneux meuble, et bien drainé[réf. nécessaire].